# انیبال سیوکا
انیبال سیوکا (انگلیسی: Aníbal Ciocca؛ ۲۳ ژوئیه ۱۹۱۵ – ۷ نوامبر ۱۹۸۱) بازیکن فوتبال اهل اروگوئه بود.
از باشگاه‌هایی که در آن بازی کرده‌است می‌توان به باشگاه فوتبال ناسیونال اروگوئه و باشگاه فوتبال مونته‌ویدئو واندررز اشاره کرد.

## افتخارات

### مسابقات داخلی
| جام                         | باشگاه                         | کشور    | سال  |
| --------------------------- | ------------------------------ | ------- | ---- |
| لیگ دسته اول فوتبال اروگوئه | باشگاه فوتبال ناسیونال اروگوئه | اروگوئه | ۱۹۳۳ |
| لیگ دسته اول فوتبال اروگوئه | باشگاه فوتبال ناسیونال اروگوئه | اروگوئه | ۱۹۳۴ |
| لیگ دسته اول فوتبال اروگوئه | باشگاه فوتبال ناسیونال اروگوئه | اروگوئه | ۱۹۳۹ |
| لیگ دسته اول فوتبال اروگوئه | باشگاه فوتبال ناسیونال اروگوئه | اروگوئه | ۱۹۴۰ |
| لیگ دسته اول فوتبال اروگوئه | باشگاه فوتبال ناسیونال اروگوئه | اروگوئه | ۱۹۴۱ |
| لیگ دسته اول فوتبال اروگوئه | باشگاه فوتبال ناسیونال اروگوئه | اروگوئه | ۱۹۴۲ |
| لیگ دسته اول فوتبال اروگوئه | باشگاه فوتبال ناسیونال اروگوئه | اروگوئه | ۱۹۴۳ |
| لیگ دسته اول فوتبال اروگوئه | باشگاه فوتبال ناسیونال اروگوئه | اروگوئه | ۱۹۴۶ |

### افتخارات بین‌المللی
| جام         | تیم                    | سال                           |
| ----------- | ---------------------- | ----------------------------- |
| کوپا آمریکا | تیم ملی فوتبال اروگوئه | جام ملت‌های آمریکای جنوبی ۱۹۳۵ |
| کوپا آمریکا | تیم ملی فوتبال اروگوئه | جام ملت‌های آمریکای جنوبی ۱۹۴۲ |